# Kiritsugu Emiya
Kiritsugu Emiya (衛宮 切嗣?, Emiya Kiritsugu) è un personaggio immaginario ideato da Kinoko Nasu, un personaggio secondario della visual novel giapponese Fate/stay night e protagonista della light novel prequel Fate/Zero. Kiritsugu, noto come "l'assassino di maghi", è un sicario, padre di Illya e il padre adottivo di Shirō Emiya.
Nei doppiaggi originali è interpretato da Rikiya Koyama e da Miyu Irino durante i flashback, nell'adattamento italiano invece da Lorenzo Scattorin. La critica è stata generalmente positiva nei suoi confronti, soprattutto per la sua personalità e la sua rivalità con Kirei Kotomine.

## Concezione e sviluppo

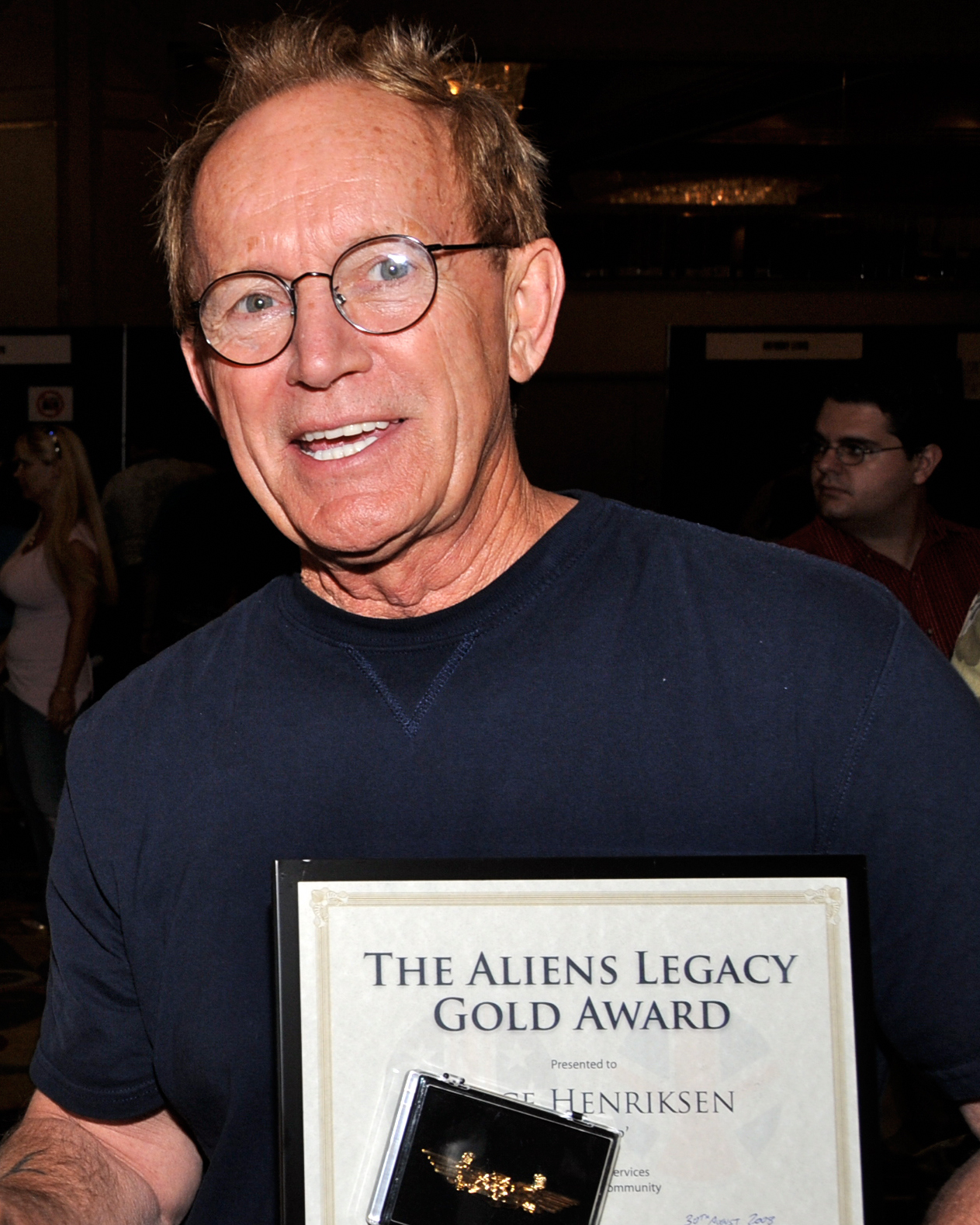
Lance Henriksen, una delle maggiori ispirazioni del personaggio durante le battaglie

Kinoko Nasu volle dare a Kiritsugu il pronome 僕?, (Boku), utilizzato generalmente in Giappone dai ragazzi giovani. Questa fu un'idea di Nasu, disse Gen Urobuchi, aggiungendo che a lui non sarebbe mai venuto in mente. Il character designer Takashi Takeuchi disse che la versione più giovane di Kiritsugu assomigliava al protagonista di uno shōnen. Anche se è il protagonista di Fate/Zero, il personaggio possiede molte meno illustrazioni rispetto agli altri, apparendo solamente due volte sulla copertina, una di spalle e una solamente la silhouette. Urobuchi si espresse al riguardo, sostenendo che il personaggio di Kiritsugu sia completamente diverso dagli spiriti eroici e la miglior soluzione era quella di renderlo "meno notabile", perché "un personaggio che vuole la giustizia dovrebbe parlare con la schiena (rivolta al pubblico)". Secondo Nasu, Kiritsugu evitò di affrontare di questioni personali, al contrario di Shirō Emiya.
Durante lo sviluppo di Fate/Zero, Urobuchi approcciò Nasu con l'idea di un duello tra Kiritsugu e Kotomine. Dopo aver discusso anche con Takeuchi, Urobuchi si sentì sicuro della storia che voleva scrivere. Secondo lo scrittore, nonostante il finale dell'opera fosse molto tragico, il finale felice di Fate/stay night non sarebbe stato per nulla influenzato, essendo Fate/Zero un prequel incentrato su Kiritsugu. Durante la produzione, Nasu decise di lasciare a Urobuchi completa libertà sulla caratterizzazione di Kiritsugu. Visto che in Fate/stay night Saber disse di non conoscere molto bene il suo precedente master, Urobuchi decise di ideare il personaggio di Irisviel von Einzbern come intermediario tra Saber e Kiritsugu. Lo staff era abbastanza preoccupato su come Urobuchi avebbe gestito la relazione fra il personaggio e Saber, temendo che se Saber avesse avuto troppa poca fiducia nei confronti di Kiritsugu, sarebbe stato molto più difficile per lei aprire il suo cuore a Shirō nel sequel. Per questo lo scrittore dovette cambiare alcune sue idee durante lo sviluppo. Urobuchi disse che i personaggi che sopravvivono nelle sue opere "diventano pilastri". Anche se Saber, Kiritsugu e Kotomine sopravvivono, ma, dal momento che Kiritsugu muore fuori campo nell'opera successiva e Saber non ha avuto un ruolo troppo importante in Fate/Zero, lo scrittore considerò "il pilastro" Kirei.
Durante i combattimenti, Kiritsugu usa diversi tipi di pistole. La sua arma più famosa è la "Thompson/Center Contender", ispirata da quella di Lance Henriksen del film Senza tregua. Un'altra arma principale del personaggio è la "Calico M950", ma la ricarica delle munizioni è stata modificata per risparmiare tempo. Inoltre l'arma è stata creata per rendere Kiritsugu più "cool" soprattutto durante la sua sfida con Kirei Kotomine. Secondo Urobuchi, la battaglia finale fra Kiritsugu e Kirei fu "la più difficile scena di battaglia di tutto il racconto" da scrivere, a causa della differenza di forza tra gli avversari: Kiritsugu aveva con sé armi da fuoco, magia temporali e la rigenerazione dell'Avalon, mentre Kotomine era solo un maestro dell'arte marziale bājíquán.

### Doppiaggio

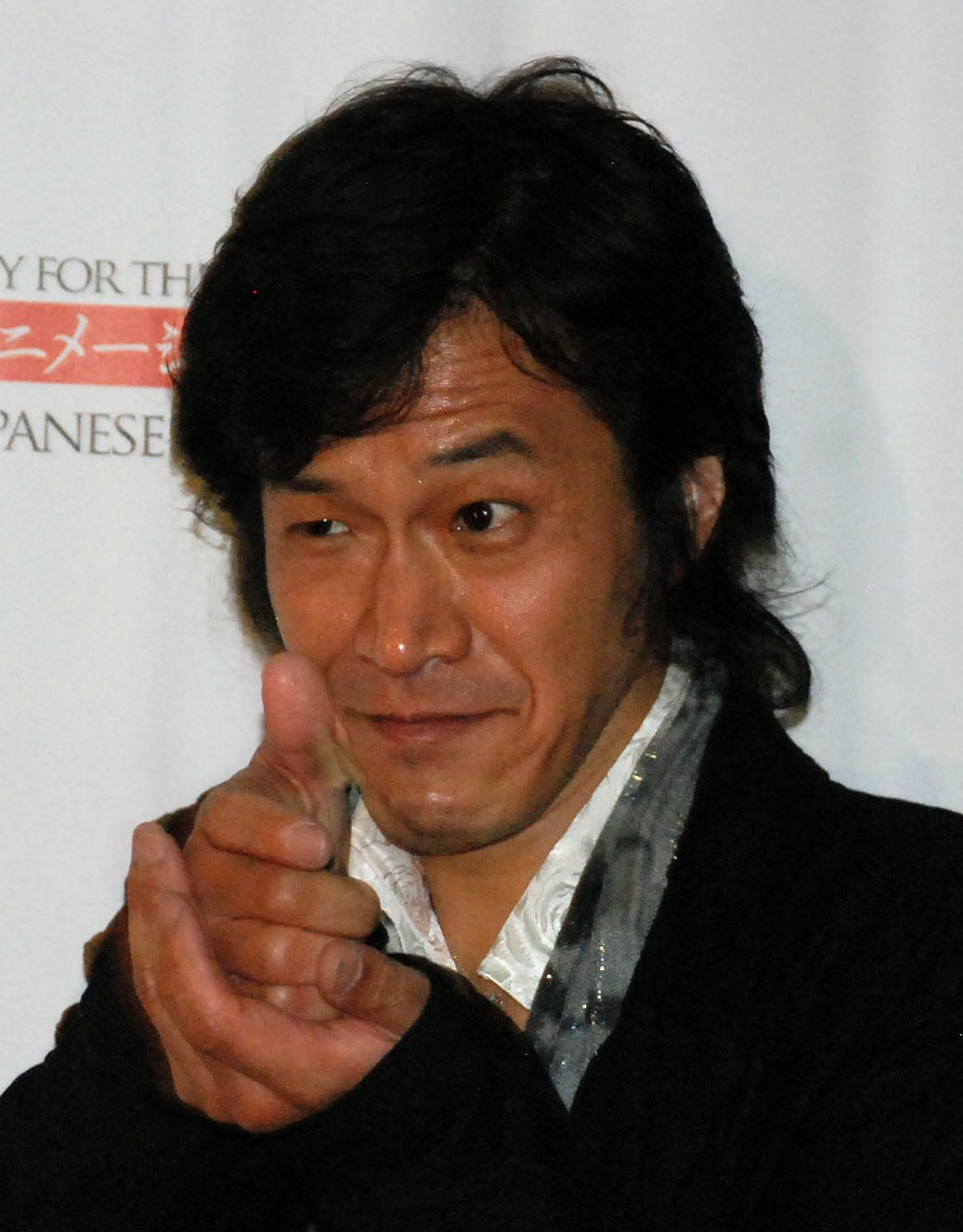
Il doppiatore di Kiritsugu, Rikiya Koyama, all'Anime Expo 2012

La prima volta che Rikiya Koyama doppiò Kiritsugu per l'adattamento animato di Fate/stay night di Studio Deen aveva solo una linea di dialogo da dire, dove Kiritsugu avrebbe guardato il cielo notturno, dicendo "la luna è bellissima stasera" per poi morire ridendo. Lo staff rimase così colpito dall'interpretazione che fece ripetere più volte la scena al doppiatore. A Koyama piacque quella linea di dialogo, ma si era chiesto perché fossero così preoccupati per una frase così breve. Successivamente scoprì che quella linea di dialogo era proprio l'incipit dell'intera storia di Fate, sorprendendosi. Grazie a ciò, riprese il ruolo di Kiritsugu in Fate/Zero, meravigliandosi che una parte talmente piccola avrebbe portato a questo.

## Biografia
Kiritsugu nacque a Fuyuki, ma crebbe sull'isola di Alimango. Da piccolo aveva una cotta per Shirley, una ragazza dell'isola ma quest'ultima si trasformò in un vampiro dopo che bevve una delle pozioni del padre di Kiritsugu, Norikata. Il villaggio venne assaltato dalla chiesa e l'Associazione dei Maghi. Kiritsugu realizzando che l'intero villaggio era solo luogo di test per le magie del padre, gli sparò. Divenne poi allievo di Natalia Kaminski nella caccia dei maghi ma, per mantenere la pace nel mondo, decise di ucciderla durante una missione. Circa undici anni prima della Quarta Guerra del Santo Graal salvò la bambina soldato Maiya Hisau, che allenò e divenne suo mentore come lo era stato Natalia con lui. Due anni dopo venne assunto dalla famiglia Einzbern come loro rappresentate nel conflitto, lasciando il suo vecchio lavoro di mercenario. Si sposa con Irisviel von Einzbern e diventa padre di Illya.
In Fate/Zero Kiritsugu partecipa alla Quarta Guerra del Santo Graal come vero master di Saber, tuttavia preferisce lavorare da solo, tenendo imboscate agli altri master mentre sono occupati. Saber viene lasciata invece con Irisviel. Durante la battaglia finale contro Kirei Kotomine, Kiritsugu assiste alla trasformazione del Graal in Irisviel, posseduta da Angra Mainyu. Kiritsugu realizza che se avesse chiesto il suo desiderio per la pace del mondo al Graal, l'avrebbe interpretato come la morte dell'intera umanità tranne lui e la sua famiglia. Ordina quindi a Saber di distruggerlo. Tuttavia, Angra Mainyu proclama Kirei come vincitore, esaudendo il suo desiderio di un gran incendio appicato sull'intera cittadina. Kiritsugu ricerca dei sopravvissuti, trovando solo un ragazzo con l'amnesia che chiama Shirō e lo adotta. Kiritsugu prova in tutti i modi di riprendere possesso di sua figlia Illya, ma gli viene vietato. Poco prima di Fate/stay night, Kiritsugu morirà vicino a suo figlio adottivo, che decide di seguire il suo sogno.

## In altri media
Kiritsugu è apparso anche negli adattamenti manga, anime e videoludici di Fate/Zero. Il personaggio appare anche nel videogioco Fate/tiger colosseum UPPER.
Nello spin-off Fate/kaleid liner Prisma Illya Kiritsugu appare come il padre di Illya che lavora oltreoceano. In Gekijōban Fate/kaleid liner Prisma Illya: Sekka no chikai trova assieme a Shirō una misteriosa bambina chiamata Miyu Satsuki. Nonostante Shirō la consideri un nuovo membro della famiglia, Kiritsugu è riluttante perché vorrebbe usare il suo potere per salvare il mondo. Kiritsugu è presente anche nel manga spin-off Emiya-san chi no kyō no gohan dove assaggia per la prima volta la cucina di Shirō.
In Fate/Grand Order una versione alternativa di Kiritsugu è diventato un servant di classe "Assassin" dopo non essere riuscito a separare da Irisvel. Nell'evento "Fate/Accel Zero Order", Assassin partecipa alla Quarta Guerra del Santo Graal. Al di fuori di Fate, Kiritsugu è apparso nel videogioco Toy Wars per promuovere Fate/Zero.

## Accoglienza

### Popolarità

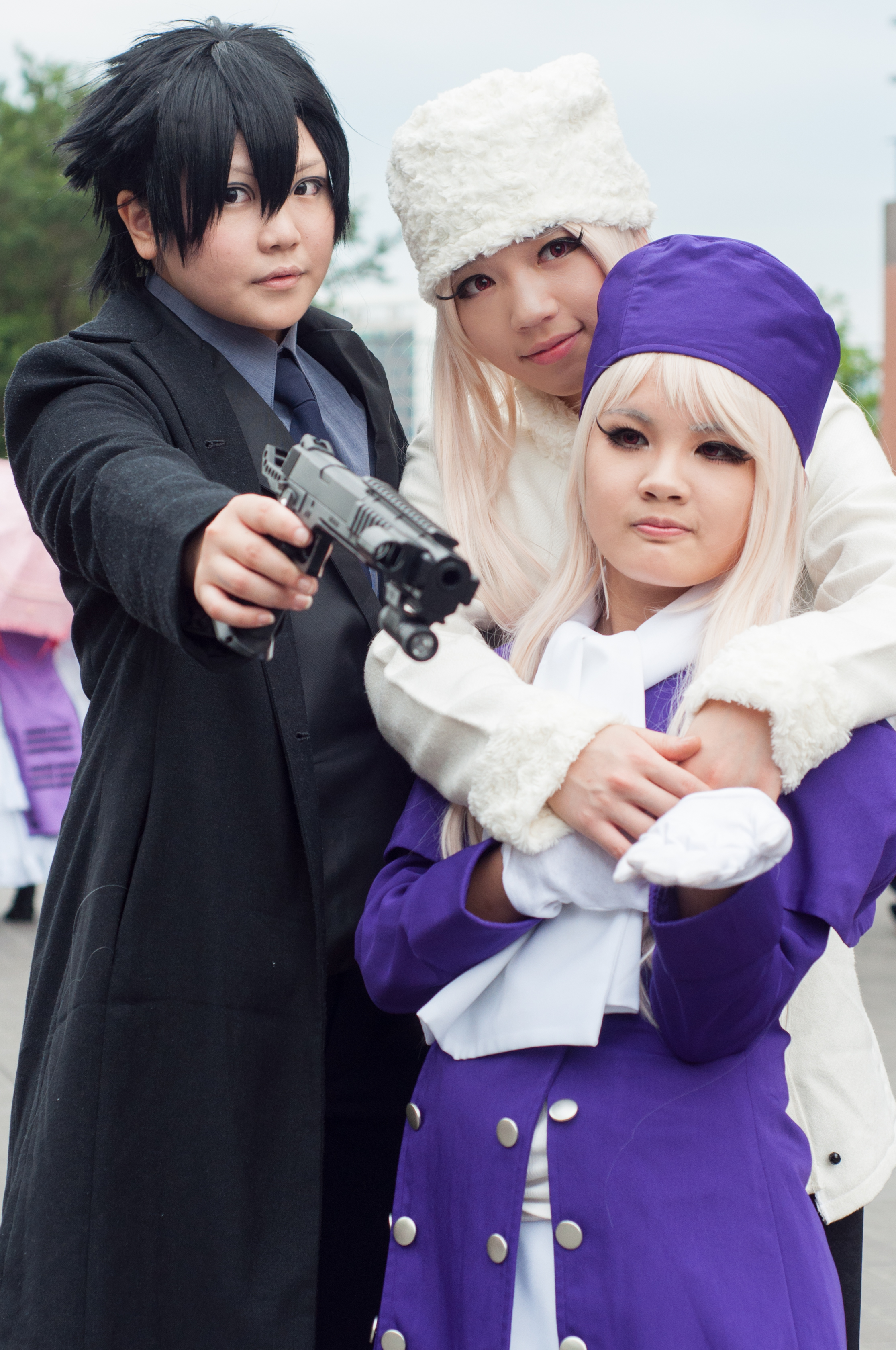
Cosplayer di Kiritsugu insieme alla moglie Irisviel von Einzbern e la figlia Illya

Kiritsugu è diventato un personaggio popolare tra i fan della serie. Nel sondaggio del 10º anniversario di Type-Moon è arrivata undicesimo. In un sondaggio di Newtype del 2012 invece è arrivato terzo nella categoria "miglior personaggi maschili degli anime", dietro Koyomi Araragi di Nisemonogatari e Rider. Nell'edizione del 2019 è arrivato quarto. In un altro sondaggio lui e Irisvel sono stati inseriti come una delle "migliori coppie negli anime". Ha vinto anche come "miglior master" di Fate/Zero. Lui e Kirei sono arrivati 11° come "miglior rivali degli anime". Kiritsugu ha vinto anche il sondaggio di My Navi News in cui è stato chiesto con quale personaggio sarebbero usciti per un appuntamento, con il 38,2% di voti. Sono stati distribuiti anche Merchandising basati sul personaggio e sulla sua iconica pistola.

### Critica
Il personaggio di Kiritsugu è stato accolto positivamente dalla critica. Morgan Lewis di VG Culture HQ l'ha definito "uno dei personaggi più intriganti di tutti gli anime e media nipponici", elogiando "la profondità (del personaggio) nascosta dai suoi occhi freddi e senza vita" e i suoi obiettivi nobili. Per Richard Eisenbeis di Kotaku è il miglior personaggio di Fate/Zero, sostenendo che, nonostante le sue azioni discutibili, Kiritsugu "è molto più di una macchina assassina senza emozioni", rendendolo molto più interessante. Darkstorm di Anime UK News lo ha definito un "eroe tragico" molto complesso che varia a seconda del media, però ha ritenuto che nell'adattamento manga non sia esposta bene. Jacob Chapman di Anime News Network ha elogiato la tragedia che accade a Saber e Kiritsugu e ha affermato che il desiderio dei due personaggi di trovare soluzioni per i problemi dell'intero mondo renda la serie degna di essere guardata. Il critico ha notato anche come, nonostante Saber e Kiritsugu sembrino opposti a causa dei loro differenti passati, sono in verità molto simili. Ha lodato la grande tragedia che capita a Kiritsugu e gli altri maghi per l'impatto che ha avuto sugli spettatori, lasciando solo tristezza. M.B. di UK Anime News Network è rimasto impressionato di come la relazione tra Saber e Kiritsugu sia stata esplorata molto più avanti nella storia nonostante la somiglianza fra i due personaggi, ma a ha notato la differenza di metodi utilizzati, dicendo che quelli di Kiritsugu sono più violenti. Chris Beveridge di The Fandom Post ha apprezzato come il passato di Kiritsugu sia stato mostrato nell'adattamento anime, aggiungendo profondità al personaggio e facendo lo spettatore riguardare più volte la serie. Tuttavia Beveridge ha affermato che un intero episodio dedicato solo a quello non era necessario. Koi-nya ha sostenuto che, benché Kiritsugu abbia una personalità crudele, l'impressione che lascia il personaggio cambia vedendo le interazioni fra lui, Irisviel e sua figlia Illya, mentre la sua vera identità viene esplorata più avanti nella storia. Sergei Lazarev di Capsule Computers ha sottolineato come i metodi di Kiritsugu diventino sempre più rigidi, praticamente diventando l'esatto opposto di Saber. Sergei ha elogiato i flashback "crudi" del personaggio per far comprendere allo spettatore come Kiritsugu sia diventato l'uomo crudele che è ora, nonostante voglia ancora la pace nel mondo. Alla doppiatrice giapponese di Saber, Ayako Kawasumi, è dispiaciuto come il suo personaggio non abbia mai compreso appieno Kiritsugu.
Carlo Santos di Anime News Network ha criticato come è stata gestito il rapporto tra Kiritsugu e Kirei Kotomine, affermando che si presenta abbastanza "piatta" rispetto a quelle degli altri personaggi. Invece Aiden Foote di THEM Anime ha trovato la loro relazione dei due personaggi uno dei punti salienti della serie. La battaglia tra Kiritsugu e Kotomine è stata elogiata da Chris Beveridge di The Fandom Post, lodando il miscuglio tra l'uso di tecniche magiche e armi vere e proprie. Secondo Beveridge, anche quando il climax è stato interrotto dalla personificazione del Santo Graal ha comunque dato maggior dettaglio sul passato e le ambizioni di Kiritsugu. Rikiya Koyama è stato elogiato per la sua interpretazione del personaggio.
Gabriella Ekens di Anime News Network ha apprezzato l'ONA di Emiya-san chi no kyō no gohan, dicendo come abbia ampliato la relazione fra Kiritsugu, Shirō e Taiga Fujimura, cosa che non è mai stata toccata dalle altre serie. Nonostante Kiritsugu sia morto durante gli eventi di Unlimited Blade Works, diversi critici hanno elogiato lo stesso come Shirō porti avanti gli ideali del personaggio e matura nel mentre, accettandoli.